# ユンナノサウルス
ユンナノサウルス（Yunnanosaurus）はジュラ紀初期および中期に生息した原竜脚類恐竜の属であり、最後期の原竜脚類の一つである。ルーフェンゴサウルスと近縁である。2つの有効な種が知られており、体長は2mから7mほどであるが最大種では13mに達した。

## 発見
楊鍾健（Yang Zhongjian、別名C.C.Young）は中国雲南省禄豊累層（Lufeng Formation）で最初のユンナノサウルスの骨格を発見した。
見つかった化石には20以上の不完全な骨格で構成され、これには王存義によって発掘された2個の頭骨が含まれる。

## 歯列
ユンナノサウルスの顎には60以上のスプーン状の歯があり、食事の度にそれらが互いに磨耗されていて、原竜脚類では珍しい自己研磨された歯を持っていた。竜脚類と共通する特徴であるこの歯は他の原竜脚類と比較して優位であったと科学者たちは見ている。しかしながらユンナノサウルスは胴体のデザインに原竜脚類独特の特徴を残しているため、特に竜脚類に系統的に近縁であったとは考えられていない。 この決定的な違いはユンナノサウルスと竜脚類との間での歯列の類似は収斂進化の一例であることを意味している 。

## 分類
タイプ種Y. huangiは1942年に楊鍾健によって命名され、この属を収めるためにユンナノサウルス科（Yunnanosauridae）を創設した、この科には現在ユンナノサウルスのみが含まれるがジンシャノサウルスが含まれることもある。楊は1951年にも第2の種Y. robustusを命名しているが、現在ではこれはタイプ種に含まれている。 最初の標本が幼体のもので、Y. robustusの標本が完全な成体のものであったため分類に混乱が生じた 。
2007年Luらによりユンナノサウルスの別の種Y. youngi （楊鍾健に献名された）が記載された。さまざまな骨格上の差異に加えて、Y. youngiは体長13mにもおよび、Y. huangi （最大でも体長7m程度）より著しく大きく、Y. huangi より後の時代のジュラ紀中期から化石記録がある
。

## 参照
1. 1 2 3 4 5 6 7  "Yunnanosaurus." In: Dodson, Peter & Britt, Brooks & Carpenter, Kenneth & Forster, Catherine A. & Gillette, David D. & Norell, Mark A. & Olshevsky, George & Parrish, J. Michael & Weishampel, David B. The Age of Dinosaurs. Publications International, LTD. p. 47. ISBN 0-7853-0443-6.
2. ↑  Young, C. C. (1942). "Yunnanosaurus huangi Young (gen. et sp. nov.), a new Prosauropoda from the red beds at Lufeng, Yunnan." Bulletin of the Geological Society of China, 22 (1-2): 63-104.
3. ↑  Young, C. C. (1951). "The Lufeng saurischian fauna in China." 
Paleontologica Sinica, ser. C, 13: 1-96.
4. ↑  Lu, J., Li, T., Zhong, S., Azuma, Y., Fujita, M., Dong, Z., and Ji, Q. (2007). "New yunnanosaurid dinosaur (Dinosauria, Prosauropoda) from the Middle Jurassic Zhanghe Formation of Yuanmou, Yunnan Province of China." Memoir of the Fukui Prefectural Dinosaur Museum, 6: 1-15.